# Gęś białoczelna
Gęś białoczelna, gęś białoczółka (Anser albifrons) – gatunek dużego, wędrownego ptaka wodnego z rodziny kaczkowatych (Anatidae), zamieszkujący północną Eurazję i Amerykę Północną. Przeloty w lutym–maju i wrześniu–grudniu. Zimuje w zachodniej i południowej Europie, południowo-zachodniej, południowej i wschodniej Azji, na zachodnich wybrzeżach i południu USA oraz w Meksyku. W Polsce pojawia się licznie podczas przelotów, na północy i zachodzie kraju; zimuje głównie na zachodzie kraju. Daje płodne mieszańce z gęsiami domowymi, np. gęsi pskowskie łyse (łyse – od białej plamy na czole).

## Systematyka
Zwykle wyróżnia się pięć podgatunków A. albifrons:
- A. albifrons albifrons – o różowym dziobie i pojedynczych pręgach na brzuchu. Zamieszkuje północną Rosję, w tym północną Syberię. Nie występuje w Ameryce Północnej.
- A. albifrons flavirostris – o pomarańczowym dziobie i dużej ciemnej plamie na brzuchu. Zamieszkuje zachodnią Grenlandię; zimuje na Wyspach Brytyjskich.
- A. albifrons gambelli – tajga północnej i środkowej Alaski, północno-zachodniej i północno-środkowej Kanady.
- A. albifrons elgasi – południowa Alaska (wokół Zatoki Cooka); zimuje w Kalifornii.
- A. albifrons sponsa[10] – zachodnia Alaska; zimuje w Kalifornii i zachodnim Meksyku.

Niektórzy systematycy za osobny podgatunek A. albifrons frontalis uznają populację gęsi białoczelnej zamieszkującą wschodnią Syberię od Kołymy na wschód aż po arktyczną Kanadę.

## Morfologia

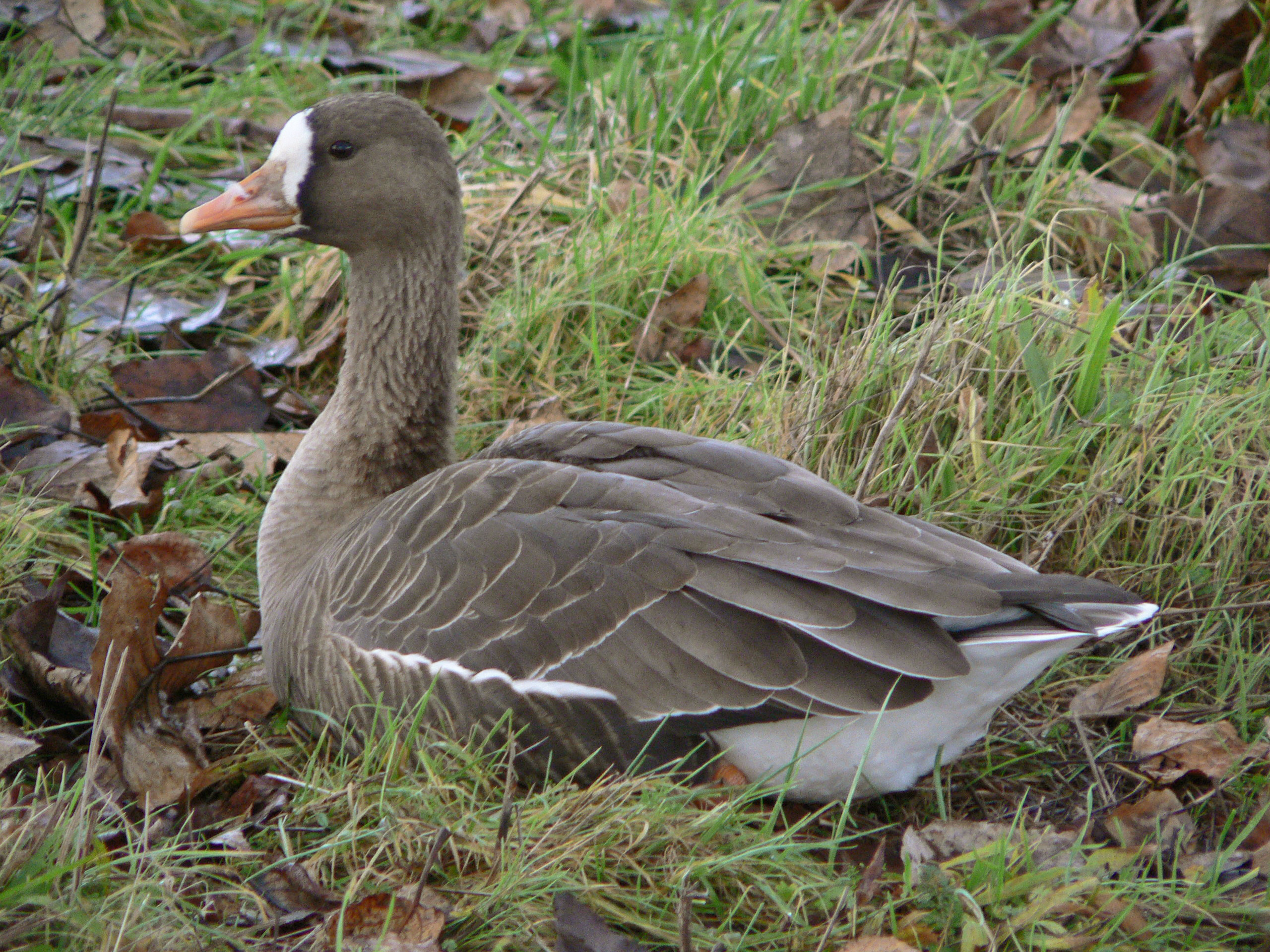
Pacyficzna gęś białoczelna A. a. frontalis

Cechy gatunkuSamiec i samica ubarwione jednakowo. Ogólnie upierzenie szare, na grzbiecie jaśniejsze poprzeczne pręgi. Ciemniejsza głowa. Na spodzie szerokie, czarne, poprzeczne pasy, u niektórych podgatunków zlewające się w jednolitą czarną plamę. Podogonie i pas wokół nasady dzioba aż do oczu białe. Nogi pomarańczowe, dziób pomarańczowy lub różowy (w zależności od podgatunku). Osobniki młodociane mają szarą nasadę dzioba (bez białego czoła) i nie mają ciemnych pasów na spodzie, ale za to szarobrązowe plamy. Najliczniej występująca dzika gęś. Podobna do gęgawy i gęsi zbożowej. Różni się od nich mniejszym rozmiarem, ciemniejszą głową i szyją, różowawym dziobem bez czarnych plam. Rozpoznanie utrudnia czasem to, że może dołączać się do stada innych gęsi. Można usłyszeć jej wysokie „kuu liuu” lub „ho ho”.
Wymiary średnie
- Długość ciała 65–86 cm[7]
- Rozpiętość skrzydeł 130–165 cm[7]

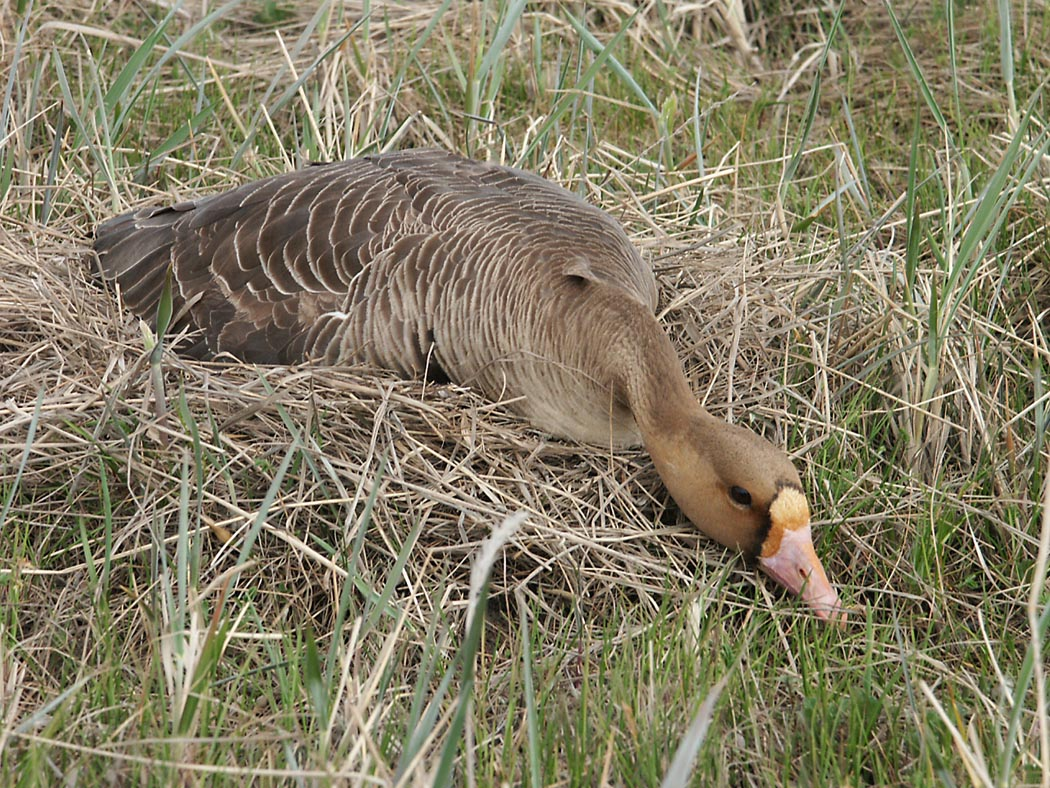
A. a. albifrons na gnieździe

- Masa ciała ok. 1,4–3,3 kg

## Tryb życia

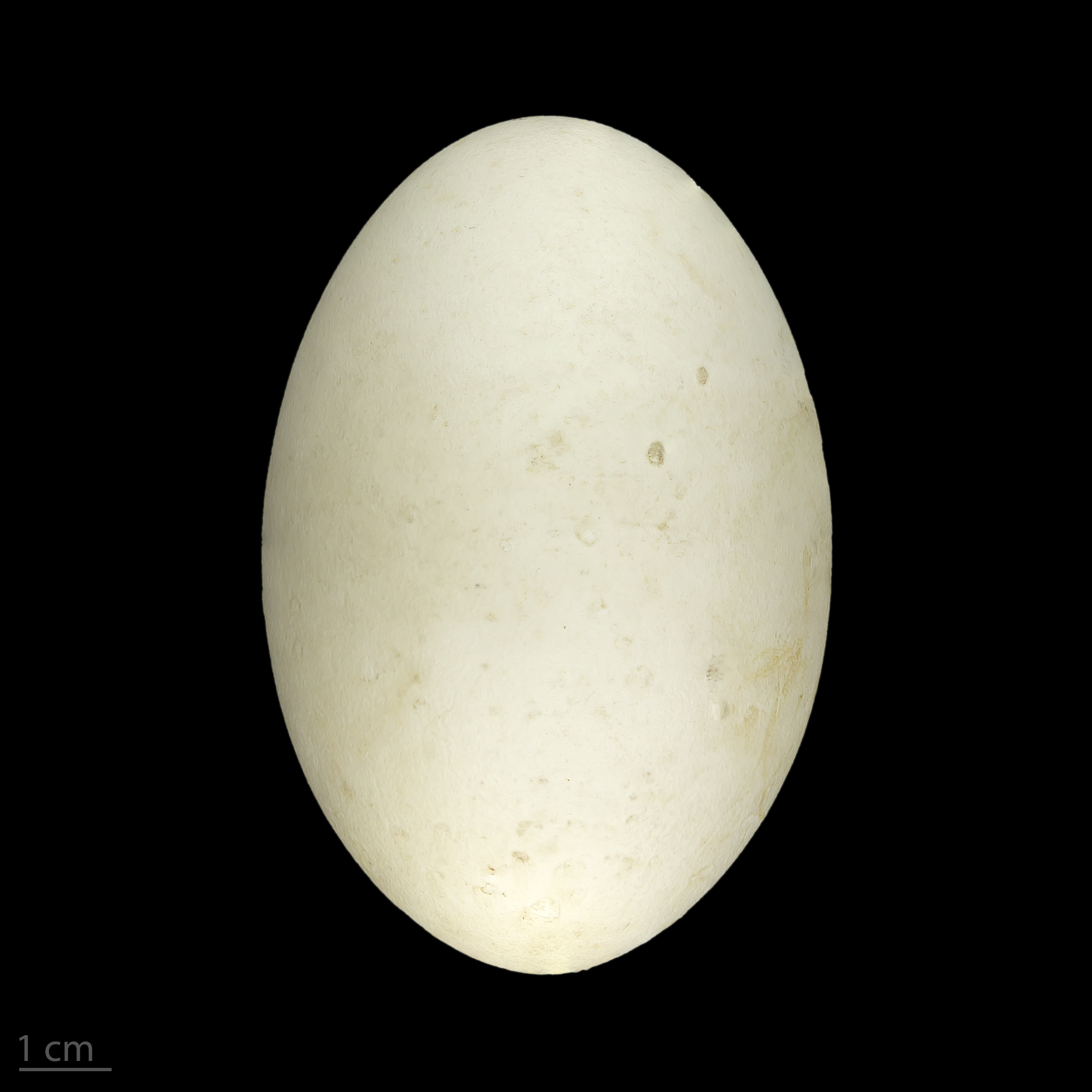
Jajo z kolekcji muzealnej

BiotopZabagniona i bezdrzewna tundra i tajga, na których ma lęgowiska (powraca na nie w marcu i kwietniu). Zimuje w licznych parotysięcznych koloniach nad zbiornikami wodnymi np. stawami, gdzie nocuje oraz na rozległych polach i pastwiskach.
GniazdoNa ziemi, często w licznych, małych kolonii na terenie o lekkim wzniesieniu. Buduje je samica z traw, mchu i puchu.
JajaW ciągu roku wyprowadza jeden lęg, składając 4 do 6 jaj pod koniec maja lub na początku czerwca, dopiero po 2 miesiącach od przylotu z zimowisk. Jaja są kremoworóżowe o wymiarach 76 x 54 mm i średniej masie 25 g, podczas wysiadywania pokrywane są jasnobrązowymi plamkami.
Wysiadywanie i dorastanieJaja są wysiadywane przez okres 22–28 dni przez samicę. Gąsior jednak czuwa w pobliżu i strzeże gniazda. Pisklęta opuszczają gniazdo po 40–65 dniach. Opiekują się nimi oboje rodzice. Młode gęsi, które jeszcze nie potworzyły par, łączą się latem w stada przechadzające się po tundrze. Gdy skończy się lęg, dochodzą do nich rodziny z tegorocznymi gąsiętami. Na zimowiska wylatują najczęściej w październiku.
PożywienieZielone i miękkie części roślin lądowych i ich nasiona.

## Status i ochrona
IUCN uznaje gęś białoczelną za gatunek najmniejszej troski (LC – Least Concern) nieprzerwanie od 1988 roku. Liczebność światowej populacji, według szacunków z 2022 roku, wynosi około 5–6 milionów dorosłych osobników. Globalny trend liczebności populacji nie jest znany; w 2021 roku organizacja BirdLife International oceniała trend liczebności populacji europejskiej jako stabilny.
W Polsce gatunek łowny z okresem ochronnym. Sezon polowań trwa od 1 września do 21 grudnia, a na terenach województw: lubuskiego, zachodniopomorskiego, dolnośląskiego i wielkopolskiego do 31 stycznia. Według szacunków programu Monitoring Noclegowisk Gęsi, w latach 2013–2018 zimowało na terenie kraju 6–33 tysięcy osobników, zaś populacja przelotna liczyła 60–250 tysięcy osobników.

## Mitologia i wierzenia
W mitologii egipskiej gęś białoczelna była świętym zwierzęciem boga ziemi – Geba.